# Поповское (Конаковский район)
Попо́вское — деревня в Конаковском районе Тверской области России, входит в состав Первомайского сельского поселения.

## География
Деревня расположена на берегу реки Созь в 44 км на север от райцентра города Конаково, примыкает с востока к центру поселения посёлку 1-е Мая.

## История
В конце XIX — начале XX века деревня являлась центром Николо-Созинской волости Корчевского уезда Тверской губернии. 
С 1929 года деревня входила в состав Первомайского сельсовета Конаковского района Кимрского округа Московской области, с 1935 года — в составе Калининской области, в 1937 — 1959 годах — в составе Оршинского района, с 1994 года — в составе Первомайского сельского округа, с 2005 года — в составе Первомайского сельского поселения.

## Население
| 1859 | 1887 | 2002 | 2010 |
| ---- | ---- | ---- | ---- |
| 216  | ↘206 | ↗435 | ↘363 |